# Шагреневая кость

Паспье из оперы-балета «Шагреневая кость»

«Шагре́невая ко́сть» (фр. Os de Chagrin) ocus 37-38 (1990) — большой балет (в трёх актах) и одноимённая опера-антракт (композитор Юрий Ханон). Балет и опера написаны на либретто по мотивам романа Оноре де Бальзака «Шагреневая кожа». Автором либретто балета и оперы также является Юрий Ханон.

## Краткая история
Большой балет «Шагреневая Кость» (ос.37), а также одноактная опера-антракт к нему (ос.38) были написаны в 1990 году по заказу Ленинградского Малого оперного театра (ныне Михайловского). Либретто балета в сжатом виде воспроизводит всю основную фабулу произведения Бальзака, а короткая опера-антракт основана только на изъятых из «Шагреневой кожи» диалогах двух лирических героев, Полины и Рафаэля.
В 1992 году по опере-антракту на Санкт-Петербургской студии документальных фильмов был снят авангардный фильм-опера «Шагреневая Кость» (с элементами документального и псевдодокументального кино). В основу фильма была положена одноимённая опера-антракт Ханона «Шагреневая Кость» («Os de Chagrin»). Кроме музыки самой оперы, полностью вошедшей в кинофильм, в картине были использованы и другие музыкальные произведения того же автора, среди которых: «Песня о смерти № 1» и «Механика движения мысли» (из цикла «Публичные песни» ос.34). Юрий Ханон сыграл в кинофильме главную роль самого себя: композитора, оперу которого удаётся поставить только глубоко в подвале. Балетмейстер и сценограф кинокартины — руководитель молодёжной труппы Кировского (Мариинского) Балета Андрей Босов. Фильм был снят и смонтирован на базе Ленинградской Студии Документальных фильмов по заказу телевидения России.

## Краткая характеристика
Большой трёхактный балет «Шагреневая Кость» написан в жанре «тенденциозного классического балета» или «балета с комментариями». Парадоксальным образом, творческим ориентиром для композитора послужили одновременно «Дон-Кихот» Минкуса и «Парад» Сати.

«Точкой отсчёта для меня стал «Парад» Сати. <...> На первой странице партитуры «Шагреневой кости» сияют нетленные слова: «Отцу, товарищу, коммунисту Эрику Сати посвящается». Идеей «меблировочной музыки» Сати отчасти навеяна и опера-балет в антракте между вторым и третьим актом. Как сообщает певец, зрители могут «гулять и есть мясо», а на сцене между делом разворачивается веристский спектакль, посвящённый исключительно отношениям любовников: Полины и Рафаэля. Каждый раз, когда страсти накаляются до предела, следует невозмутимо спокойный танец в стиле ро-ко-ко: менуэт, паспье, бурре. И так продолжается вплоть до смерти героя и автора. Согласно новелле Бальзака, они умирают от кашля, что выглядит очень сценично».— (Юрий Ханон: «Исходная позиция»).
При работе над либретто балета особое внимание Юрий Ханон обратил на то, до какой степени «поспешно и небрежно написана эта забавная повесть». Буквально повсюду в тексте чувствуется, как лихорадочно и торопливо Бальзак торопился успеть, словно бы его подгоняют сзади плёткой. Наделав массу долгов, затем, под натиском кредиторов писатель развил настолько бурную деятельность, что довёл себя до нервного истощения. Тяжкая печать нервного истощения, бурной деятельности, а также натиска кредиторов так и остались лежать на этом сочинении, создавая особого рода тщетное напряжение. Глядя на личный пример Бальзака, автор решил, что и балет по «Шагреневой коже» также должен быть сделан как типичный праздник истощения или уменьшения жизни. Едва только в первом действии балета поднимается занавес, как за ним сразу обнаруживается громадная, висящая в воздухе окостеневшая линия Стерна (линия судьбы), угасающая и неуклонно ведущая вниз.

«При всей своей эклектичности и разбросанности, роман «Шагреневая кожа» – очень конструктивное сочинение: вся его структура описывается одной линией последовательного уменьшения жизни. <...> Радует и то, как небрежно написана эта повесть, повсюду чувствуется, как Бальзак торопился..., под влиянием своих кредиторов он развил такую бурную деятельность, что у него началось нервное истощение. Отпечатки нервного истощения, бурной деятельности, а также натиска кредиторов так и лежат на этом сочинении, создавая особого рода напряжение. В общем, я решил, что балет по «Шагреневой коже» должен быть праздником радостного уменьшения жизни». — (Юрий Ханон: «Исходная позиция»).
Будучи одновременно и автором либретто, композитор создал цельный спектакль, который представляет собой сжатую версию, «концентрат» формального балетного языка. Цель – вынести на сцену не просто балет, а «балет о балете». Жанр спектакля Юрий Ханон определил как «арьергардный балет». Это явная отсылка в прошлое, однако с сохранением запаха сегодняшнего дня.

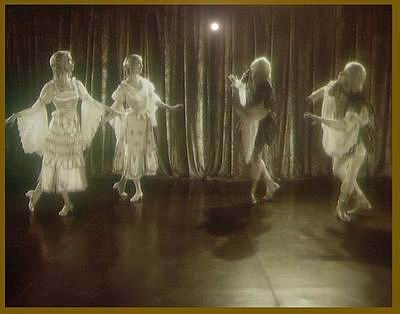
Менуэт из оперы-антракта «Шагреневая Кость»

Часто возникает вопрос: как же это получилось, что «Шагреневая кожа» приняла форму «Кости»? Ответить можно очень просто. Например, так: сколько лет прошло с тех пор? Всё что сразу не разлагается – сначала костенеет, а потом каменеет. В тексте романа садовник мсье Рафаэля де Валантена (некий Ваньер), случайно выудив шагреневую кожу из колодца, с удивлением вертит в руках её остаток и прямо говорит: «сухая, точно из дерева и совсем не осклизлая». Равным образом и всё сочинение в целом иллюстрирует мысль о позднейшей стадии «одеревенения» или «окостенения» любой культуры, включая, разумеется, и театр в целом, и классический балет в частности. Но прежде всего — нынешнюю, ветхую и ещё стареющую европейскую цивилизацию.
Таким образом, «Шагреневая Кость» – это, в определённом смысле «сброс» (reset) балетной культуры, которая берётся в скобки и выносится на сцену вместе с этими скобками. Подчиняясь общеизвестным балетным законам жанра, и в каком-то смысле суммируя итоги их развития, он показывает всю бессмысленность балетной структуры как таковой и её наиболее косных форм... Композитор вылезает из оркестровой ямы как чёрт из табакерки и бросает зрителю в лицо кости, навязшие в зубах балетные штампы – гран-па, фуэте, вариации, адажио. Но в результате почему-то получается красивый романтический балет, вынесенный на сцену дважды: какой он есть, со всей бессмысленной радостью и условностью, и – как бы взятый в духовные скобки нашего времени и авторского отношения. Однако это только одна из причин изменения названия романа... Разумеется, есть ещё и другие: возможно, веские, сухие и твёрдые причины замены кожи на «кость».
Новаторский & эксцентричный подход автора к решению современного балетного спектакля имел определённый резонанс также и в кругах авангарда. Например, самый первый номер нового литературного журнала концептуального искусства «Место печати» на первой странице открывался в виде манифеста достаточно причудливым эссе под названием «Шагреневая Кость», представляющем собой отрывок либретто (или синопсис) первого акта балета.